# Ky Bowman
„Ky” Kyran Bowman (ur. 17 czerwca 1997 w Havelock) – amerykański koszykarz, występujący na pozycji rozgrywającego.
W 2019 reprezentował Golden State Warriors, podczas rozgrywek letniej ligi NBA w Las Vegas i Sacramento.
20 listopada 2020 został zwolniony przez Warriors.

## Osiągnięcia
Stan na 21 listopada 2020, na podstawie, o ile nie zaznaczono inaczej.
NCAA
- MVP turnieju Fort Myers Tip-Off (2019)
- Zaliczony do:
  - I składu:
    - najlepszych pierwszorocznych zawodników ACC (2017)
    - Fort Myers Tip-Off (2019)

  - II składu:
    - ACC (2019)
    - turnieju ACC (2018)

  - składu honorable mention (2018)
- Zawodnik tygodnia ACC (11.12.2017)
- Najlepszy pierwszoroczny zawodnik tygodnia ACC (26.12.2016, 2.01.2017)